# Traxlertegengambiet
Het Traxlertegengambiet is in de opening van een schaakpartij een variant van het Tweepaardenspel; de variant valt onder de open spelen. De variant is geïntroduceerd in 1890 door de Tsjechische schaker Karel Traxler. 
De beginzetten zijn: 1.e4 e5 2.Pf3 Pc6 3.Lc4 Pf6 4.Pg5 Lc5.
Eco-code C57.
Dit tegengambiet plaatst de schaker voor een bijzonder scherpe en ingewikkelde afwijking van het Tweepaardenspel: met het offeren van veel materiaal begint de zwartspeler een gevaarlijke aanval op de witte koningsstelling. Paul Keres geeft met zijn Theorie der Schacheröffnungen in 1947 het gambiet een sterke ruggensteun, en ook menige correspondentie-grootmeester heeft de variant geanalyseerd.
Zwart nodigt met dit gambiet wit uit om de vork met het paard te plaatsen op f7. Zodra wit de pion op f7 slaat met het paard, wordt de pion op f2 geslagen met de loper op c5. Slaat wit vervolgens deze loper, wordt de pion op e4 geslagen met het paard op f6 en staat wit wederom schaak. Wit kan de koning dan naar e3 of g1 spelen; andere velden voeren tot snel verlies. Gaat de koning naar e3, kan wit een mataanval over zich heen krijgen, gaat de koning naar g1, dan leidt dit vaak tot remise als beide partijen in het vervolg de beste zetten spelen.